# Verdon (Dordogne)
Verdon ist eine Gemeinde im Département Dordogne in der Region Nouvelle-Aquitaine in Frankreich mit 36 Einwohnern (Stand 1. Januar 2022).

## Geografie
Die Gemeinde liegt etwa fünf Kilometer südöstlich von Bergerac.

## Bevölkerungsentwicklung
| Jahr      | 1962 | 1968 | 1975 | 1982 | 1990 | 1999 | 2006 |
| Einwohner | 48   | 48   | 55   | 38   | 47   | 57   | 57   |

## Sehenswürdigkeiten
- Kirche Saint-Pierre
- Château de Montbrun (Monument historique)